# Seine-Port
Seine-Port är en kommun i departementet Seine-et-Marne i regionen Île-de-France i norra Frankrike. Kommunen ligger i kantonen Savigny-le-Temple som tillhör arrondissementet Melun, 50 km söder om Paris stadskärna. År 2022 hade Seine-Port 1 824 invånare.
Belägen i kommunen är herrgården Sainte-Assise, på vars mark radiostationen i Sainte-Assise (48°32′49″N 2°34′40″Ö / 48.546943°N 2.577889°Ö) uppfördes 1921, för trådlös telegrafi till Amerika. Den påminner om den svenska radiostationen i Grimeton, men har högre master. Under andra världskriget då Frankrike var ockuperat av Nazityskland, användes sändaren för trafik till tyska ubåtar. Märkligt nog bombades stationen inte av de allierade.

## Befolkningsutveckling
Antalet invånare i kommunen Seine-Port
| Referens: INSEE |